# Armen Nasarjan (Judoka)
Armen Nasarjan (armenisch Արմեն Նազարյան; * 20. Juni 1982 in Hrasdan, Armenische SSR) ist ein armenischer Judoka.

## Biografie
Armen Nasarjan begann 1990 mit dem Judo in der Sportschule von Hrazdan. Nasarjan war zunächst am Boxen interessiert, wechselte aber 1993 zum Judo. Seit 1995 wurde er bei Karen Abagyan trainiert. 2003 wurde er Jugend-Europameister und gewann bei den Erwachsenen-Judo-Europameisterschaften 2003 eine Bronzemedaille. Bei den Judo-Europameisterschaften 2004 gewann er im folgenden Jahr erneut eine Bronzemedaille und nahm an den Olympischen Sommerspielen 2004 in Athen teil. Bei den Judo-Europameisterschaften 2005 in Rotterdam gewann Nasarjan eine Goldmedaille in der Gewichtsklasse bis 60 kg. Er gewann alle fünf Kämpfe und besiegte im Finale den amtierenden Europameister Ludwig Paischer aus Österreich. Mit diesem Erfolg ging Nasarjan als erster Europameister in der Geschichte des armenischen Judos in die Geschichte ein.
Nasarjan gewann auch eine Goldmedaille bei der World Cup 2005 in Tallinn. Im nächsten Jahr gewann er eine Silbermedaille bei den Judo-Europameisterschaften 2006. Im Jahr 2007 stieg Nasarjan in eine schwerere Gewichtsklasse (bis 66 kg) auf und gewann bei der Summer Universiade 2007 in Bangkok eine Bronzemedaille. Nasarjan gewann eine Goldmedaille beim Super World Cup 2008 in Moskau und nahm an den Olympischen Sommerspielen 2008 in Peking teil. Bei den Olympischen Sommerspielen 2012 nahm Nasarjan zum dritten Mal an Olympischen Spielen teil. Er verkündete vor den Olympischen Spielen, dass es das letzte Mal sein würde, dass er an Wettkämpfen teilnehmen würde.
Im Anschluss an seine Sportkarriere ist Nasarjan als Trainer tätig. Im Dezember 2015 wurde er Nationalteamtrainer der armenischen Judo-Mannschaft ernannt.